# 福島規子
福島 規子（ふくしま のりこ、 1962年9月 - ）は日本の観光学者。九州国際大学現代ビジネス学部教授。宮城県仙台市出身。観光学博士。

## 来歴
- 2003年立教大学 観光学部観光学科卒業。
- 2010年立教大学大学院観光学研究科博士課程後期課程修了[2]。
- 2011年九州国際大学国際関係学部教授。
- 2017年九州国際大学現代ビジネス学部教授[3]。

広告代理店勤務後、柴田書店 月刊ホテル旅行の記者。
サービスコンサルタント会社として独立しオフィスヴァルト代表。コンサルタントとしてホテル、旅館などの宿泊業界のオペレーションシステム・人材育成の為の社員教育等を行なった。（社）日本観光協会の講師として全国で講演を行なった。
また現在も大学の講義と並行して 観光経済新聞などに観光・ホスピタリティに関する記事を定期的に執筆している。

## 主要著書
- 「100のおもてなし100の言葉」コミック版（柴田書店、作画：鷹羽遥） 1994年
  - 続「100のおもてなし100の言葉」コミック版（柴田書店、作画：鷹羽遥） 2000年
- 観光実務ハンドブック（共著）（丸善）　2008年
- ホスピタリティマネジメント（共著）（有斐閣アカデミア）　2008年
- よくわかる観光学（共著）（朝倉書店）2018年
- 観光学辞典（共著）（朝倉書店）　2019年

## 論文
- Cinni 福島規子

## TV出演
RKB毎日放送 発掘ゼミ